# 中央紙器工業
中央紙器工業株式会社（ちゅうおうしきこうぎょう、英: CHUOH PACK INDUSTRY CO., LTD. ） は、愛知県清須市に本社を置く段ボールメーカーである。ニッコンホールディングスの子会社。

## 概要
1957年（昭和32年）5月29日設立。主にトヨタ自動車向けの自動車部品用段ボールや家電製品用段ボールのほか気泡緩衝材の製造・販売を行っている。
2025年（令和7年）3月18日にニッコンホールディングスによるTOBが成立。中央紙器工業は同年3月26日に同社の子会社となった。

## 沿革
- 1957年（昭和32年）5月29日 - 「中央紙器工業株式会社」として設立[3]。
- 1993年（平成5年）12月9日 - 名古屋証券取引所市場第二部に株式を上場[3]。
- 1997年（平成9年）4月 - トヨタ自動車株式会社が資本参加[3]。
- 2003年（平成15年）10月 - ISO14001認証を取得[3]。
- 2004年（平成16年）4月 - ISO9001認証を取得[3]。
- 2006年（平成18年）10月 - ダイナパック株式会社と業務提携[3]。
- 2008年（平成20年）11月 - 気泡緩衝材の生産を開始[3]。
- 2013年（平成25年）7月 - 関東事務所を福島県福島市に移転し、関東東北事務所と改称[6]。
- 2022年（令和4年）
  - 4月 - 名古屋証券取引所市場第二部からメイン市場に移行[3]。
  - 11月 - 香港中央紙器工業有限公司の清算結了[3]。
- 2025年（令和7年） 
  - 3月18日 - ニッコンホールディングス株式会社によるTOBが成立。
  - 3月26日 - ニッコンホールディングス株式会社の子会社となる[5]。
  - 6月4日 - 名古屋証券取引所メイン市場上場廃止。
  - 6月6日 - 株式併合により、株主がニッコンホールディングスとトヨタ自動車のみとなる予定[1]。

## 事業所
- 本社・本社工場（愛知県清須市）[7]
- 西尾工場（愛知県西尾市）[7]
- 関東東北事務所（福島県福島市）[7]
- 九州事務所（福岡県久留米市）[7]

## 関連会社
- 中央コンテ株式会社[2]
- 中央興産株式会社[2]
- CHUOH PACK（MALAYSIA）SDN.BHD.[2]
- MC PACK（MALAYSIA）SDN.BHD.[2]